# Joane Hétu
Joane Hétu (née en 1958) est une compositrice, saxophoniste, vocaliste et improvisatrice québécoise.

## Biographie
Joane Hétu est fondatrice et directrice de la maison de disque DAME (Distributions Ambiances Magnétiques Etcetera) depuis 1991. Depuis 2001, elle dirige la série Mercredimusics avec Jean Derome et Lori Freedman. Elle est codirectrice artistique de Productions SuperMusique, depuis 1980, et c'est pour la qualité de cette direction qu'elle reçut un Prix Opus en 2016.
Ses œuvres comprennent notamment, Les lucioles, une œuvre de 70 minutes pour chœur, trois chefs qui utilise des techniques de soundpainting, composée avec Danielle Palardy Roger et Jean Derome et qui a été interprétée par la chorale bruitiste JOKER, qu'elle a fondée en 2012,.
Elle a été membre fondatrice des groupes SuperMusique, Justine, Les Poules, Wondeur Brass avec Diane Labrosse et Danielle Palardy Roger et Nous perçons les oreilles avec Jean Derome.

## Discographie
(avril 2021).
- Si Tu Le Veux
- Les Lucioles
- Famille
- Joker* Chorale bruitiste sous la direction de Joane Hétu - Où est-il donc c rêve?
- La Femme Territoire ou 21 Fragments D'humus
- Triptyque Musique D'Hiver
- Filature
- Quatuor Bozzini - Jean Derome, Joane Hétu - Le Mensonge Et L'identité
- Récits De Neige
- Musique D'Hiver
- Nouvelle Musique d'Hiver
- Seule dans les chants Joane Hétu / Castor Et Compagnie - Mets Ta Langue
- Nous perçons les oreilles
- Castor et compagnie
- La Légende De La Pluie
- Castor et compagnie: Si tu le veux
- Haute sphère
- Flammes
- Fleur de chaos
- Les porteuses d’Ô
- Un idéal
- Où est-il donc ce rêve?
- Les accords intuitifs
- Bruit court-circuit
- Filature
- Triptyque musique d’hiver
- Le mensonge et l’identité
- Récits de neige
- Shaman
- Phénix
- Y’a du bruit dans ma cabane
- Canevas «+»
- La vie, c’est simple
- Prairie orange
- Les contes de l’amère loi
- Seule dans les chants
- Langages fantastiques
- (Suite)
- Simoneda, reine des esclaves
- Ravir

## Récompenses
- 2016 : Prix Opus, Direction artistique de l’année, avec Danielle Palardy Roger – Productions SuperMusique – 36e saison[2]

- 2006 : Freddie Stone Award[1]